# Ejmi Li
Ejmi Lin Harcler (engl. Amy Lynn Hartzler, 13. decembar 1981), rođena kao Ejmi Lin Li (engl. Amy Lynn Lee), američka je pevačica i pijanistkinja benda Evanescence.
Grupu Evanesens su osnovali pevačica, pijanista i tekstopisac Ejmi Li i bivši gitarista grupe Ben Mudi. Njih dvoje su se upoznali 1994. godine u kampu za mlade u Litl Roku, kada je Ben čuo Ejmi kako na klaviru svira pesmu: „I'd Do Anything for Love (But I Won't Do That)“. Počeli su zajedno da pišu pesme koje su se u početku mogle čuti na radiju, a kasnije i na njihovim nastupima uživo. Ubrzo su postali veoma popularni na tim prostorima.
Ejmi Li je izjavila da je napisala pesmu za film Letopisi Narnije: Lav, veštica i orman iz 2005. godine, ali da su je producenti filma odbili zbog navodno isuviše „mračne“ muzike. Još jedna pesma koja je trebalo da se pojavi u istoimenom filmu bila je „Lakrimoza“, koju je Ejmi napisala inspirisana Mocartovim delom. Producenti filma su, međutim, odbili da potvrde bilo kakvu nameru o uključivanju pesama na disk sa muzikom iz filma.
Od 1995. godine do danas je u sastavu grupe Evanesens.

## Diskografija
- Fallen (2003)
- The Open Door (2006)
- Evanescence (2011)

## Spoljašnje veze
- (језик: енглески) Zvanični sajt